# Alejandro Amenábar
Pour les articles homonymes, voir Amenábar.
Amenábar  Cantos est un nom espagnol. Le premier nom de famille, en général paternel, est Amenábar ; le second, en général maternel, souvent omis, est Cantos.
Alejandro Amenábar [aleˈxandɾo ameˈnaβaɾ], né le 31 mars 1972 à Santiago, est un réalisateur, scénariste, écrivain, monteur, acteur, producteur et compositeur hispano-chilien.

## Biographie

### Jeunesse et révélation critique en Espagne
Alejandro Amenábar naît au Chili en 1972 d'une mère espagnole, et d'un père chilien. Un an après sa naissance, ses parents fuient le pays à la suite du coup d'État d'Augusto Pinochet. Alejandro Amenábar grandit à Madrid, où il s'inscrit à la faculté de sciences. Mais il abandonne ses études, et se consacre à sa passion : le cinéma.
En 1996, son premier long métrage Tesis, qui a comme toile de fond l'univers des snuff movies, est un succès commercial. Le film fait sensation au Festival de Berlin dont il fait l'ouverture ; il remporte l'année suivante sept Goyas du cinéma espagnol dont ceux du meilleur film, du meilleur « nouveau metteur en scène » et du meilleur scénario original.
En 1997, Alejandro Amenábar réalise Ouvre les yeux, un film d'anticipation porté par une intrigue psychologique. L'œuvre est saluée par la critique et par plusieurs prix dans des festivals internationaux, notamment Berlin et Tokyo. Tom Cruise acquiert les droits d'adaptation et produit un remake, Vanilla Sky, dans lequel il joue le rôle principal. Il produit aussi le film suivant d'Alejandro Amenábar en tant que réalisateur.

### Progression internationale
En 2001, le cinéaste présente Les Autres, son troisième long-métrage, une coproduction hispano-américaine, avec pour actrice principale Nicole Kidman. Le film est un succès mondial au box-office, et il est nommé et récompensé, notamment au BAFTA du meilleur scénario ; cela est rare pour un film fantastique.
En février 2004, Amenábar révèle son homosexualité dans un magazine espagnol.
En 2005, il retourne en Espagne pour son drame Mar adentro qui relate le parcours du marin et écrivain tétraplégique Ramón Sampedro. Le film reçoit l'Oscar du meilleur film étranger après avoir été couronné à Venise, aux Golden Globes et au Goyas où il a obtenu 14 trophées (sur 15 nominations).
En 2009, Alejandro Amenábar tente un projet ambitieux : Agora est une co-production internationale. Le film retrace la vie de la mathématicienne et philosophe grecque Hypatie, avec l'oscarisée Rachel Weisz dans le rôle principal. Ce drame historique obtient de nombreuses récompenses, dont sept Prix Goya, incluant le prix du Meilleur scénario original pour Amenábar. C'est le quatrième plus gros succès du box office de 2009 en Espagne.
En 2015, le réalisateur présente une co-production hispano-canado-américaine au festival de San Sebastián : le thriller psychologique Régression. Malgré les présences du chevronné Ethan Hawke et de la valeur montante Emma Watson en tête d'affiche, le film est un échec critique, et ne parvient pas à équilibrer son budget.
Le thème des films suivants est l'histoire de l'Espagne : le soulèvement de 1936 dans Lettre à Franco (2019), avec Karra Elejalde dans le rôle de Miguel de Unamuno ; le Siècle d'or dans Le Captif (2025), avec Julio Peña Fernández dans le rôle de Miguel de Cervantes.

## Filmographie

### Réalisateur
| Année | Titre                                     | Notes                             | Amenábar y est                                      | Récompenses |
| ----- | ----------------------------------------- | --------------------------------- | --------------------------------------------------- | --- |
| 1992  | Himenóptero                               | court métrage 33'                 | Réalisateur, scénariste, compositeur, acteur        | |
| 1995  | Luna                                      | court métrage 14'                 | Réalisateur, scénariste, compositeur, acteur        | |
| 1996  | Tesis                                     | 125'                              | Réalisateur, scénariste, compositeur, producteur    | - Sept prix Goyas, couronnant notamment le meilleur film, le meilleur "nouveau metteur en scène" et le meilleur scénario original |
| 1997  | Ouvre les yeux (Abre los ojos)            | 117'                              | Réalisateur, scénariste, compositeur, acteur        | |
| 2001  | Les Autres (The Others)                   | 104'                              | Réalisateur, scénariste, compositeur, orchestrateur | - Sept Goyas dont ceux du meilleur film, du meilleur réalisateur, du meilleur scénario original, de la meilleure photographie, des meilleurs décors et du meilleur son.                                                                                       |
| 2004  | Mar adentro                               | 125'                              | Réalisateur, scénariste, compositeur, producteur    | - 14 Goyas dont ceux du meilleur film et du meilleur réalisateur - Oscar du meilleur film étranger - Golden Globe du meilleur film étranger - Grand Prix Spécial du Jury au Festival de Venise - European Award du meilleur réalisateur et du meilleur acteur |
| 2009  | Agora (Ágora)                             | 126'                              | Réalisateur, scénariste                             | - Sept Goyas dont le Goya du meilleur scénario original |
| 2015  | Régression (Regression)                   | 106'                              | Réalisateur, scénariste, producteur                 | |
| 2019  | Lettre à Franco (Mientras dure la guerra) | 107'                              | Réalisateur, scénariste, compositeur                | |
| 2021  | La Fortuna                                | (série télévisée en six épisodes) | Réalisateur, scénariste                             | |
| 2025  | Cervantes avant Don Quichotte             |                                   | Réalisateur, scénariste                             | |

### Autres activités
| Année | Films                                             | Fonctions                      |
| ----- | ------------------------------------------------- | ------------------------------ |
| 1994  | Al lado del Atlas de Guillermo Fernández Groizard | Compositeur                    |
| 1999  | Nadie conoce a nadie de Mateo Gil                 | Compositeur, acteur            |
| 1999  | La Langue des papillons de José Luis Cuerda       | Compositeur                    |
| 2001  | Vanilla Sky de Cameron Crowe                      | Scénariste                     |
| 2004  | El Soñador d'Óskar Santos Gómez                   | Créatif/Consultant, producteur |

### Remerciements
Les génériques des films suivants comportent des remerciements à Amenábar :
- 2000 : Torre
- 2003 : Gris
- 2006 : AzulOscuroCasiNegro